# 贾奈尔·梦内
賈奈兒·夢內·羅賓森（英語：Janelle Monáe Robinson，1985年12月1日—）是美国歌手、作曲家、说唱歌手、演员和模特。 她签约于自己的唱片厂牌Wondaland Arts Society和亚特兰大唱片。在第一张非正式录音室专辑The Audition后，她以概念EP Metropolis: Suite I(The Chase)正式出道。该EP在美国公告牌Billboard 200最高达到115位。 
在2010年，梦内发行了她的广受好评的第一张完整录音室专辑The ArchAndroid，一张延续首张EP的概念专辑。该专辑由Bad Boy Records发行 ，在公告牌Billboard 200達17位。 梦内作为特邀歌手献声的fun.乐队“We Are Young”登上了公告牌Billboard Hot 100第一位，是她首次在该榜登场。 2012年8月，梦内成为了CoverGirl了代言人。2013年9月，她发行了第二张录音室专辑The Electric Lady，得到广泛好评。2016年梦内出演了两部电影，隐藏人物(Hidden Figures)和月光男孩(Moonlight)。
继单曲“Django Jane”，“Make Me Feel”，“I Like That”和“Pynk”后，梦内的第三张录音室专辑Dirty Computer于2018年4月27日发行 。至今，梦内收获了六个格莱美奖提名。